# Diócesis de Cayena
La diócesis de Cayena (en latín: Dioecesis Caiennensis y en francés: Diocèse de Cayenne) es una circunscripción eclesiástica de la Iglesia católica en la Guayana Francesa. Se trata de una diócesis latina, sufragánea de la arquidiócesis de Fort-de-France. Desde el 10 de diciembre de 2021 su obispo es Alain Ransay.

## Territorio y organización
La diócesis tiene 84 000 km² y extiende su jurisdicción sobre los fieles católicos de rito latino residentes en el departamento de ultramar francés de Guayana Francesa, en Sudamérica. La diócesis tiene como vecinas al este, la diócesis de Paramaribo (Suriname) y al sur, la diócesis de Macapá (Brasil).
La sede de la diócesis se encuentra en la ciudad de Cayena, en donde se halla la Catedral de San Salvador.
En 2023 en la diócesis existían 29 parroquias.

## Historia

### Evangelización
Los primeros misioneros católicos que evangelizaron la Guayana Francesa fueron los capuchinos, cuya presencia en el territorio está atestiguada a partir de 1643: se conocen dos frailes de esta misión, Jean-Baptiste de Dieppe y Bernardin du Renouard.
En 1665 los jesuitas obtuvieron el permiso de la Compañía de las Indias Occidentales para instalarse en Guayana. Con ellos comenzó una campaña de evangelización más intensa y fructífera, que duró un siglo, hasta 1762, cuando se aplicó también en Guayana la ley relativa a la supresión de la Compañía de Jesús. Los jesuitas fundaron las primeras parroquias y también implantaron el sistema de reducciones en Kourou, Conamama y Sinnamary.

### Prefectura apostólica
Fue gracias al interés de los jesuitas que se erigió la prefectura apostólica de la Guayana Francesa en diciembre de 1731 separando territorio de la prefectura apostólica de las Islas y del Continente (hoy arquidiócesis de Fort-de-France).
El último superior jesuita, Alexis Ruel, permaneció en Guayana, como simple sacerdote misionero, hasta 1768, cuando fue llamado a Francia.
Tras la expulsión de los jesuitas, la misión sufrió mucho, hasta que en 1775 fue encomendada a la Congregación del Espíritu Santo, cuyos religiosos son comúnmente llamados padres espiritanos.
En 1825 comenzaron los trabajos de reconstrucción de la antigua iglesia de San Nicolás, en Cayena; las obras terminaron en 1833 y fue dedicada a San Salvador. Es la actual catedral diocesana.
Alrededor de mediados del siglo XIX, a los jesuitas se les permitió regresar a la Guayana Francesa. A ellos se les encomendó la misión de capellanes de los diversos puestos de detención de la colonia penal que se erigió al mismo tiempo en Cayena.
Hacia fines de siglo las tensiones entre los espiritanos y el gobernador local resultaron en la expulsión de los religiosos, siguiendo el ejemplo de lo que sucedía en Francia; la prefectura apostólica quedó así confiada al clero secular, hasta el momento del estallido de la Primera Guerra Mundial.

### Vicariato apostólico
El 10 de enero de 1933, mediante el breve Quae catholico nomini del papa Pío XI, la prefectura apostólica fue elevada a vicariato apostólico.

### Diócesis
El vicariato fue erigido en diócesis el 23 de febrero de 1956, mediante bula Qua sollicitudine del papa Pío XII, asumiendo el nombre actual. Desde sus orígenes ha sido sufragánea de la arquidiócesis de Fort-de-France.

## Estadísticas
Según el Anuario Pontificio 2024 la diócesis tenía a fines de 2023 un total de 213 825 fieles bautizados.
| Año                                                                             | Población            | Población | Población      | Sacerdotes | Sacerdotes    | Sacerdotes    | Bautizados por sacerdote | Diáconos permanentes | Religiosos | Religiosos | Parroquias |
| Año                                                                             | Bautizados católicos | Total     | % de católicos | Total      | Clero secular | Clero regular | Bautizados por sacerdote | Diáconos permanentes | Varones    | Mujeres    | Parroquias |
| ------------------------------------------------------------------------------- | -------------------- | --------- | -------------- | ---------- | ------------- | ------------- | ------------------------ | -------------------- | ---------- | ---------- | ---------- |
| 1950                                                                            | 7000                 | 23 000    | 30.4           | 22         | 6             | 16            | 318                      |                      |            | 71         | 18         |
| 1959                                                                            | 30 000               | 35 000    | 85.7           | 24         | 6             | 18            | 1250                     |                      | 20         | 82         | 17         |
| 1966                                                                            | 31 000               | 36 000    | 86.1           | 21         | 5             | 16            | 1476                     |                      | 20         | 87         | 15         |
| 1970                                                                            | 40 000               | 44 000    | 90.9           | 26         | 4             | 22            | 1538                     |                      | 24         | 91         | 21         |
| 1976                                                                            | 45 000               | 55 000    | 81.8           | 29         | 8             | 21            | 1551                     |                      | 22         | 103        | 20         |
| 1980                                                                            | 50 000               | 64 000    | 78.1           | 27         | 8             | 19            | 1851                     |                      | 22         | 96         | 26         |
| 1990                                                                            | 85 000               | 110 000   | 77.3           | 27         | 6             | 21            | 3148                     | 1                    | 27         | 105        | 25         |
| 1999                                                                            | 150 000              | 200 000   | 75.0           | 35         | 6             | 29            | 4285                     | 5                    | 31         | 72         | 23         |
| 2000                                                                            | 150 000              | 200 000   | 75.0           | 35         | 6             | 29            | 4285                     | 5                    | 32         | 74         | 23         |
| 2001                                                                            | 150 000              | 200 000   | 75.0           | 34         | 7             | 27            | 4411                     | 5                    | 30         | 73         | 23         |
| 2002                                                                            | 150 000              | 200 000   | 75.0           | 31         | 7             | 24            | 4838                     | 5                    | 26         | 73         | 23         |
| 2003                                                                            | 150 000              | 200 000   | 75.0           | 31         | 7             | 24            | 4838                     | 6                    | 26         | 73         | 23         |
| 2004                                                                            | 150 000              | 200 000   | 75.0           | 31         | 12            | 19            | 4838                     | 7                    | 21         | 70         | 23         |
| 2006                                                                            | 150 000              | 200 000   | 75.0           | 28         | 12            | 16            | 5357                     | 4                    | 18         | 70         | 26         |
| 2013                                                                            | 188 000              | 260 000   | 72.3           | 36         | 11            | 25            | 5222                     | 9                    | 30         | 25         | 28         |
| 2016                                                                            | 200 000              | 300 000   | 66.7           | 31         | 7             | 24            | 6451                     | 7                    | 29         | 23         | 26         |
| 2019                                                                            | 201 600              | 302 400   | 66.7           | 31         | 7             | 24            | 6503                     | 7                    | 29         | 23         | 26         |
| 2021                                                                            | 213 420              | 303 600   | 70.3           | 45         | 15            | 30            | 4742                     | 11                   | 34         | 24         | 27         |
| 2023                                                                            | 213 825              | 304 200   | 70.3           | 30         | 5             | 25            | 7127                     | 19                   | 26         | 30         | 29         |
| Fuente: Catholic-Hierarchy, que a su vez toma los datos del Anuario Pontificio. |                      |           |                |            |               |               |                          |                      |            |            |            |

### Vida consagrada
En el territorio de la diócesis desempeñan su labor carismática religiosos y religiosas, de los siguientes institutos de vida consagrada o sociedades de vida apostólica: Hermanas Hospitalarias de San Pablo (de Chartres), Hermanas de San José de Cluny, Hermanas de Jesús Servidor, Pequeñas Hermanas del Evangelio, Congregación del Espíritu Santo (espiritanos), Orden de Frailes Menores (franciscanos), Oblatos de María Inmaculada (de Mazenod), Hermanos de las Escuelas Cristianas (lasalianos) y Fraternidad de la Resurrección.

## Episcopologio

### Prefectos apostólicos de Guayana Francesa
- Louis de Villette, S.J. (1731-1736)[8]
- Pierre de la Raffinie, S.J. (1736-1746)
- Philippe d'Huberland, S.J. (1746-1760)
- Henri Ghuez, S.J. (1761-1762)
- Alexis Ruel, S.J. (1762)
- Fleury (1762-1764)
- Alexis Ruel, S.J. (1764-1768 renunció)
- Destable (1769-1771)
- Poussin (1771-1775)
- Robillard (1775-1777)
- Radel (1777-1787)
- Jacquemin (1787-1792)
- Legrand (1792-1818)
- Paul Guillier (1818-1847)
- Jean Dossat, C.S.Sp. (1847-29 de agosto de 1868 falleció)
- Olivier Hervé, C.S.Sp. (antes del 8 de enero de 1869-1872 renunció)
- Ambroise Emonet, C.S.Sp. (2 de marzo de 1873-1881 renunció)
- Joseph Guyodo, C.S.Sp. (1882-3 de mayo de 1892 renunció)
- Louis Pignol (1892-1904)
- Marcel Beguin (1904-1911)
  - Sede vacante (1911-1914)
- Justin Fabre, C.S.Sp. (enero de 1914-1924 falleció)[5]
- Léon Delaval, C.S.Sp. (15 de enero de 1925-11 de noviembre 1931 falleció)

### Vicarios apostólicos de Guayana Francesa
- Pierre-Marie Gourtay, C.S.Sp. (15 de enero de 1933-16 de septiembre de 1944 falleció)
- Alfred Aimé Léon Marie, C.S.Sp. (12 de enero de 1945-23 de febrero de 1956 nombrado obispo de la sede)

### Obispos de Cayena

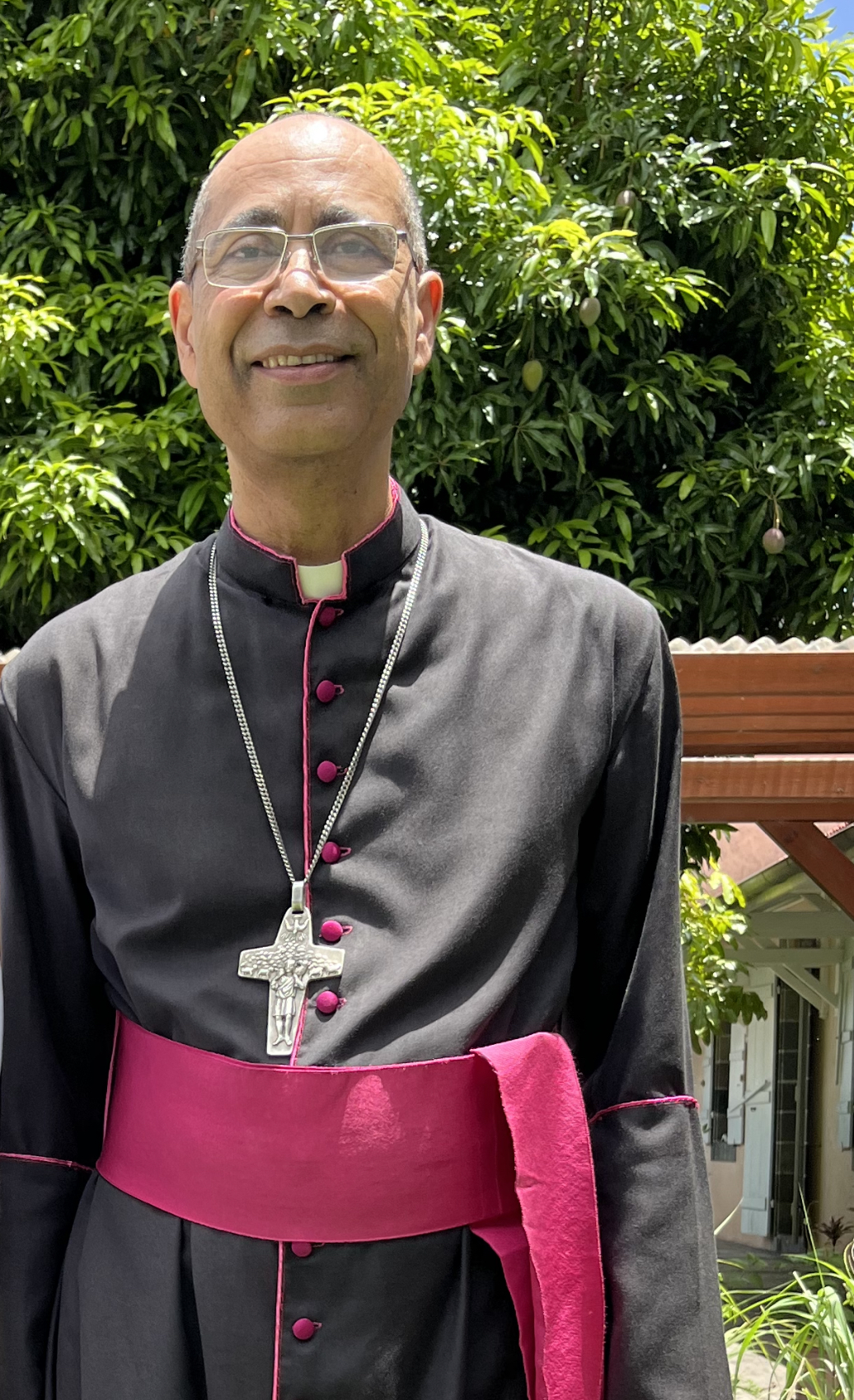
Alain Ransay, obispo de Cayena desde 2021

- Alfred Aimé Léon Marie, C.S.Sp. (23 de febrero de 1956-1 de marzo de 1973 retirado)
- François-Marie Morvan, C.S.Sp. (1 de marzo de 1973-1998 renunció)
- Louis Albert Joseph Roger Sankalé, C.S.Sp. (27 de junio de 1998-18 de junio de 2004 nombrado obispo coadjutor de Niza)
- Emmanuel Marie Philippe Louis Lafont (18 de junio de 2004-26 de octubre de 2020)
- Alain Ransay, desde el 10 de diciembre de 2021